# Solomko
Solomko je priimek več oseb:
- Peter Mihailovič Solomko, sovjetski general
- Sergej Solomko, ruski slikar